# Raninoidea
Die Raninoidea sind eine Überfamilie der der Krabben (Brachyura) und die einzige Überfamilie in der Sektion Raninoida.

## Merkmale
Raninoidea haben einen sehr vielgestaltigen Carapax, häufiger länger als breit und konvex bis dachförmig. Die branchiocardialen Grübchen sind meist deutlich, die vorderen Seitenränder sind oft mit ein bis drei Zähnen besetzt. Die Atmungskanäle sind in die Stirnregion integriert, Milne-Edwards-Öffnungen fehlen. Die hinteren Öffnungen der Kiemenkammer sind stets vorhanden, das Wasser strömt entlang der Flanken des Carapax. Es sind acht Kiemenpaare ausgebildet, bei den Symethinae nur sieben. Die Stirn ist schmal, im Regelfall dreieckig oder etwa trapezförmig. Der Überaugenrand hat ein bis zwei Fissuren. Die Augenhöhlen sind deutlich, nach vorn oder vorn-seitlich gerichtet. Die Augenstiele sind kurz bis lang, bestehen aus ein bis drei Gliedern und werden beim Zurückziehen einfaltet. Die Antennulen und Antennen sind nicht in Gruben lokalisiert und liegen hinter den Augenstielen. Die Antennulen sind ungefaltet. Die Antennen meist groß, aus fünf Gliedern bestehend und mit einem kurzen oder langen Flagellum besetzt. Das Epistom ist dreieckig und prominent, das Endostom groß, verlängert und stark ausgehöhlt. Das dritte Maxilliped (Mxp3) ist stark verlängert, schmal und deckelförmig. Sein Endopodium (siehe Spaltbein) besteht aus Basis-Ischium, der Merus ist meist unterschiedlich lang, der Palpus klein und teilweise oder vollständig verborgen. Das Exopod erstreckt sich hinter die Ischium-Merus-Verbindung des Endopods und ist ohne Flagellum. Das erste Maxilliped hat einen erweiterten Exo- and Endopod und bildet einen Ausströmkanal, das Exopod ist ohne Flagellum. Das Pterygostom ist angeschwollen und hat einen deutlichen Unterantennenlappen.
Das thorakale Sternum ist hinter dem vierten Brustsegment (S4) schmal und stark gekrümmt. S1 ist verbogen, S2 oft von oben sichtbar und schräg, S3 gewöhnlich kronenförmig, S4 außer bei den Cyrtorhininae breit und flach. Die Naht zwischen vierten und fünften Thoraxsegment (4/5) ist unterschiedlich halbmondförmig, S5 ist seitlich erweitert. Die hinteren Sterniten sind schmal, S8 ist variabel reduziert. Der hintere Teil des Branchiostegits ist in der Höhe deutlich reduziert, die Pleuriten 5 bis 7 teilweise offen liegend und verknöchert und meist mit mehreren Auswüchsen zur Anheftung des Branchiostegits. Die Öffnungen der beiden Spermatheken wird von S7 umgeben und liegen eng beieinander. Die Sterno-pleonale Einziehung ist schwach. Das Pleon besteht aus sechs freien Somiten und dem Telson, die ersten Somiten liegen rückenseitig in Fortsetzung des Carapax. Ein Sexualdimorphismus ist kaum auszumachen, Uropoden fehlen.
Die Scherenbeine sind kräftig, mit gleich großen Scheren, die Gelenkhöhle groß und seitlich oder seitlich-bauchseitig, Basis-Ischium kurz und mit dem Merus verschmolzen, Propodus sehr variabel, Fingers mit ineinandergreifenden Zähnen oder mehreren langen Dornen (Cyrtorhininae). Die Schreitbeine (P2–4) sind eher lang (zumindest der Propodus), der Dactylus ist stark modifiziert (paddel-, lanzett- oder segelförmig). Das vorletzte Schreitbein liegt etwas weiter rückenseitig, das letzte liegt rückenseitig und ist mehr oder weniger reduziert. Die erste Pleopode fehlt den Weibchen. Die beiden Gonopoden sind sehr variabel gestaltet.

## Systematik
Zur Überfamilie gehören zwei Familien:
- Raninidae de Haan, 1839
- Lyreididae Guinot, 1993